# Christine Schmitt
Pour les articles homonymes, voir Schmitt.
Christine Schmitt, née le 26 mai 1953 à Rostock, est une gymnaste artistique est-allemande.

## Palmarès

### Jeux olympiques
- Munich 1972
  -  médaille d'argent au concours par équipes

### Championnats du monde
- Ljubljana 1970
  -  médaille d'argent au concours par équipes